# El Colegio de Jalisco
El Colegio de Jalisco, A.C. es una asociación civil sin fines de lucro del estado de Jalisco, México. Se dedica a la investigación, docencia y difusión de la cultura del Occidente de México. Fue fundado el 9 de noviembre de 1982 por el escritor laguense Alfonso de Alba Martín, e inaugurado ese mismo día por el gobernador de Jalisco, Flavio Romero de Velasco.
Las actuales instalaciones del colegio se encuentran en una casona en el municipio de Zapopan, Jalisco. Dichas instalaciones fueron cedidas por el Ayuntamiento de Zapopan en 1992 y posteriormente adecuadas por la institución. El Colegio de Jalisco lleva a cabo una gran cantidad de actividades para el público, como son: conferencias, presentaciones de publicaciones, coloquios, seminarios, congresos, etcétera.

## Investigación
El Colegio de Jalisco cuenta con más de veinte investigadores interesados en los temas del estado y sus entornos nacional e internacional. Esta comunidad académica ha emprendido proyectos que escudriñan en temas como arte, cultura y tradiciones, evolución social y política, religiosidad, historia y relaciones internacionales, entre otras directrices que rescatan las múltiples historias de Jalisco desde diversos puntos de vista.
Así, los trabajos publicados por los investigadores han ampliado la visión de nuestro pasado y la comprensión de nuestra realidad actual.
El Colegio también funge como casa editora, contando ya con más de 400 títulos publicados.

## Docencia
Entre las labores docentes de El Colegio de Jalisco, se encuentran la formación de profesionistas especializados en investigación y docencia en ciencias sociales y humanidades. En docencia se ofertan los programas: Doctorado en Ciencias Sociales y la Maestría en Estudios Sociales y Humanos, cuyo antecedente es la Maestría en Estudios sobre la Región,, así como la Maestría en Políticas Públicas (posgrados incorporados al Sistema Nacional de Posgrados  de la Secretaría de Ciencia, Humanidades, Tecnología e Innovación (SECIHTI). También se ofertan la Maestría en Política y Gobierno, la Maestría en Derechos Humanos y Sustentabilidad y la Maestría en Archivos, Gestión Documental y Memoria. Los programas de educación continua  que oferta esta casa de estudios son variados, y van desde Diplomados de Historia,  Gobierno, Políticas Públicas, Administración de Archivos y Participación Ciudadana.
Desde 1993 se ofrecen cursos sobre la región, los diplomados que oferta El Colegio de Jalisco en su modalidad semiescolarizada y a distancia con temáticas regionales son: Historia y Geografía de Jalisco, Cultura Jalisciense y Jalisco Contemporáneo. Estos diplomados tienen la intención de fortalecer la identidad regional y la conciencia histórica mediante la comprensión de los procesos económicos, políticos y sociales que caracterizaron a la sociedad jalisciense desde sus orígenes hasta la actualidad.

## Biblioteca

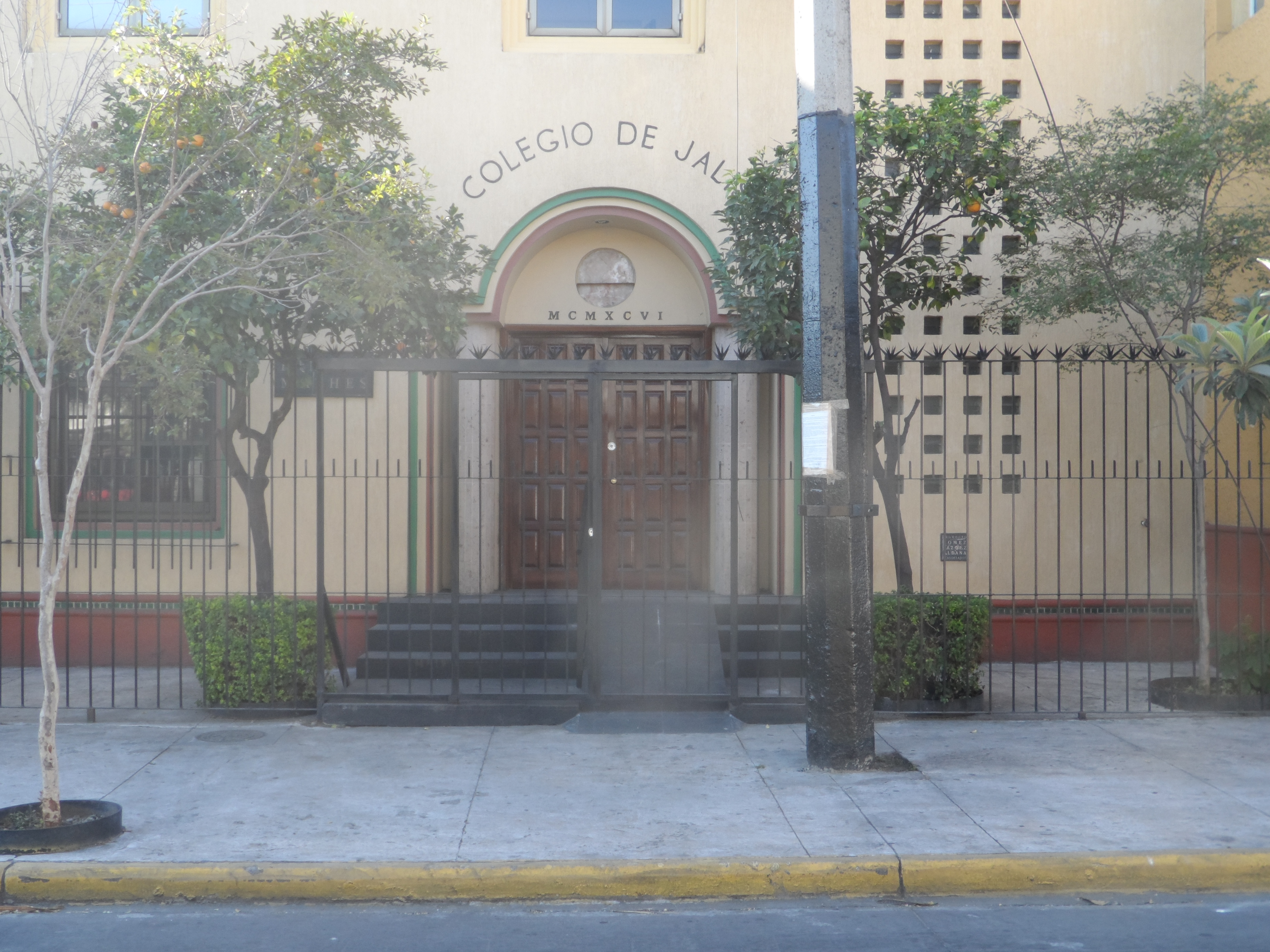
Fachada de la biblioteca Mathes.

La Biblioteca Mathes adquirió en 1995 45 mil volúmenes cedidos por el historiador Miguel Mathes. A partir de este momento, la Biblioteca lleva su nombre y el Dr. Mathes es nombrado Director Vitalicio de la misma.
Actualmente, el número de libros asciende a 90 mil.
En su acervo alberga la colección fotográfica Fernando Martínez Réding.

## Presidentes de El Colegio de Jalisco
| No. | Presidente | Período               |
| 1   | Junta de Gobierno: José Rogelio Álvarez, Antonio Gómez Robledo, José Luis Martínez Rodríguez, Arturo Rivas Sainz, Juan López Jiménez, Alfonso de Alba Martín | 09/11/1982-01/08/1983 |
| 2   | Alfonso de Alba Martín | 01/08/1983-11/09/1991 |
| 3   | José María Murià i Rouret | 11/09/1991-24/01/2005 |
| 4   | José Luis Leal Sanabria | 24/01/2005-29/02/2016 |
| 5   | Javier Hurtado González | 01/03/2016-28/02/2021 |
| 6   | Roberto Arias de la Mora | 01/03/2021-           |